# Pieni Jalmajärvi
Pieni Jalmajärvi och Iso Jalmajärvi, eller Jalmanjärvet är sjöar i Finland. De ligger i kommunen Kuusamo i landskapet Norra Österbotten, i den nordöstra delen av landet, 700 km norr om huvudstaden Helsingfors. Pieni Jalmajärvi ligger 259,7 meter över havet. Den är 3,42 meter djup. Arean är 75,9 hektar och strandlinjen är 4,85 kilometer lång. Sjön  ingår i Kems huvudavrinningsområde. 